# Samuel Sharpe

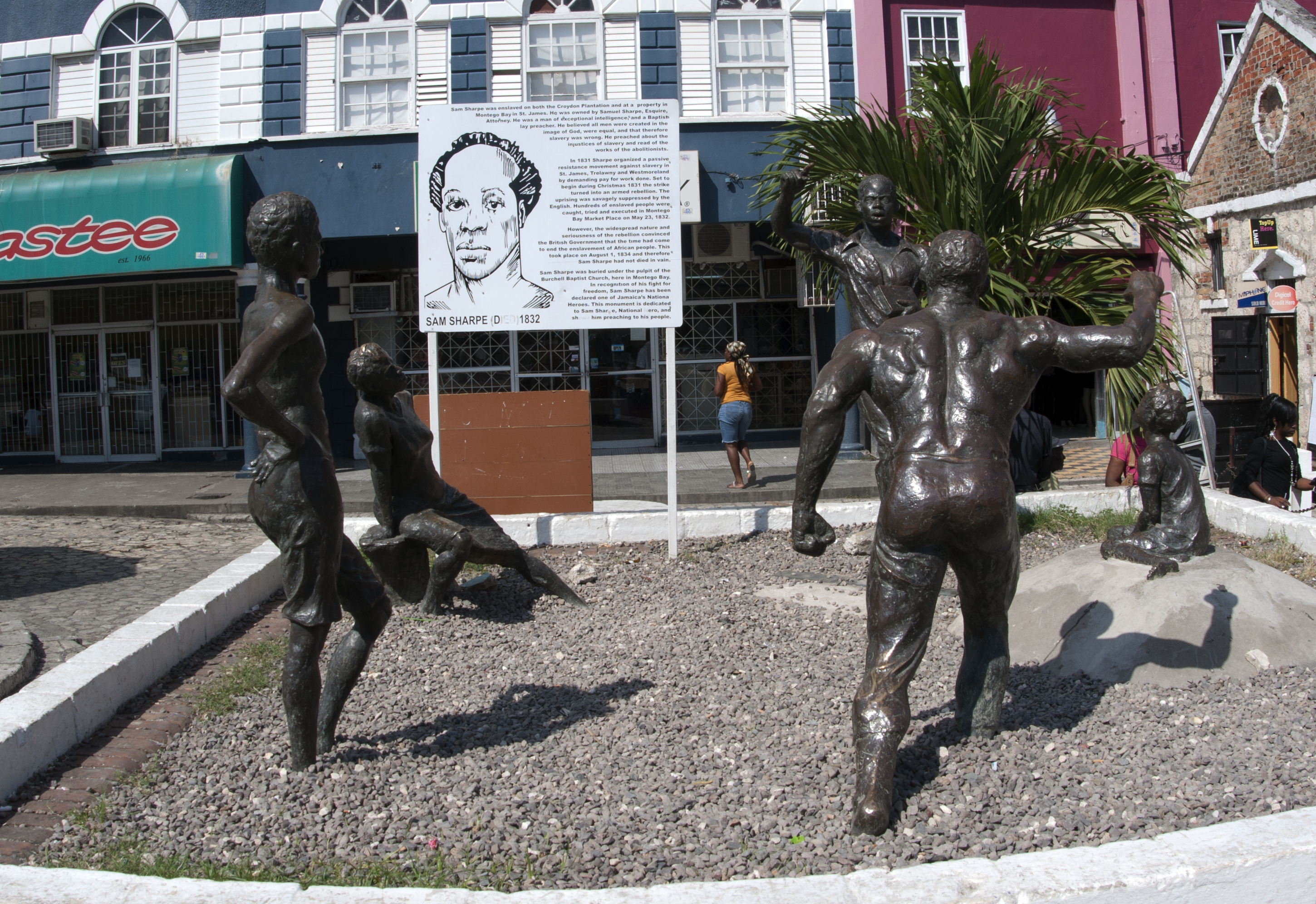
Estàtua de Sam Sharpe a Montego Bay

Samuel "Sam" Sharpe o Sharp (1801 - 23 de maig de 1832) fou un líder afrojamaicà esclau que va liderar els esclaus revoltats a la Guerra Baptista el 1831 i que ha estat declarat heroi nacional de Jamaica.

## Vida
Samuel Sharpe va néixer a la Parròquia de St. James. Tot i que va ser esclau durant gran part de la seva vida, va rebre una bona educació. Per això era respectat pels altres esclaus i va esdevenir un predicador i un líder carismàtic. Sharpe era diaca de l'església baptista de Burchell de Montego Bay el pastor de la qual era el reverent Thomas Burchell. Sharpe va passar la majoria de la seva vida viatjant entre les diferents parròquies de Jamaica educant els esclaus sobre el cristianisme i la llibertat.

## Guerra Baptista
Els esclaus afrojamaicans van saber que el Parlament Britànic estava discutint l'abolició de l'esclavitud. Creient erròniament que el Parlament ja havia garantit l'emancipació, Sharpe va organitzar una vaga general en molts estats (plantacions) de Jamaica per a protestar contra les condicions de treball. Aquesta vaga era greu pels plantadors perquè era època de la collita de la canya de sucre i calia fins i tot que els esclaus hi treballessin durant hores extres per a processar-la. La Rebel·lió de Nadal (o Guerra Baptista) va començar el 25 de desembre de 1831 a l'Estat (Plantació) de Kensington. Com que els propietaris de les plantacions van prendre represàlies contra els revoltats, els rebels van respondre cremant els cultius.
La protesta pacífica que va organitzar Sharpe es va convertir en la rebel·lió d'esclaus més gran de la història de Jamaica. Durant la guerra van morir centenars d'esclaus i 14 homes blancs. El Govern colonial va utilitzar les forces militars de Jamaica per a sufocar la rebel·lió; aquestes ho van aconseguir en dues setmanes. El govern va jutjar i executar a molts dels caps, incloent-hi a Sharpe a principis de 1832.
La rebel·lió va provocar dues investigacions parlamentàries a Londres que van contribuir a l'abolició de l'esclavitud a tot l'Imperi Britànic el 1833.

## Llegat
- El 1975 el govern de la Jamaica independent va proclamar a Sharpe com Heroi Nacional amb el títol pòstum de Rt. Excellent Samuel Sharpe.
- El 1975 es va fundar el Sam Sharpe Teachers' College en el seu honor a Granville, un suburbi de Montego Bay.
- Al bitllet de 50$ jamaicans hi ha la imatge de Sharpe.